# Juan Comneno
Juan Comneno (Constantinopla, aprox. 1020 - Constantinopla, 12 de julio de 1067) fue un aristócrata y líder militar bizantino. Hermano menor del emperador Isaac I Comneno, sirvió como doméstico de las escolas durante el breve reinado de Isaac (1057-1059). Cuando Isaac I abdicó, Constantino X Ducas se convirtió en emperador y Juan se retiró de la vida pública hasta su muerte en 1067. A través de su hijo Alejo I Comneno, quien se convirtió en emperador en 1081, fue el progenitor de la dinastía de los Comnenos que gobernó el Imperio bizantino desde 1081 hasta 1185, y el Imperio de Trebisonda desde 1204 hasta 1461.

## Vida
Juan Conmeno nació alrededor del 1015 como el hijo más joven del patricio Manuel Erótico Comneno, un alto comandante militar de finales del reinado de Basilio II (r. 976-1025). Es mencionado en las fuentes por primera vez en el 1057, el año en que su hermano mayor Isaac I Comneno, como líder de un grupo de generales, se rebeló contra Miguel VI y lo obligó a abdicar. En el momento de la revuelta, Juan ejercía el cargo de dux, pero gracias a la victoria de su hermano, fue elevado a curopalate y nombrado doméstico de las escolas de Occidente. No se sabe nada sobre las actividades de Juan durante el reinado de su hermano, aunque según Nicéforo Brienio, marido de Ana Comneno, nieta de Juan, su capacidad como doméstico de Occidente deja sus (inespecíficos) actos como un «monumento inmortal» para la población de las provincias de los Balcanes.
El reinado de Isaac se vio interrumpido a causa de su conflicto con el Patriarca de Constantinopla, Miguel I Cerulario, quien había sido fundamental para la abdicación de Miguel VI, y la poderosa aristocracia civil de la capital. Cerulario y sus simpatizantes lideraron la oposición contra las estrictas políticas económicas de Isaac y le obligaron a abdicar el 22 de noviembre de 1059, lo que dio paso a que se retirara al Monasterio de Studion. La corona entonces pasó a Constantino X Ducas (r. 1059-1067), aunque Brienio sugiere que al principio fue ofrecida a Juan, que terminó rechazando a pesar las presiones de su mujer, Ana Dalasena, para que la aceptara. El historiador Konstantinos Varzos pone en duda esta versión de los hechos, que ve en esta un posible intento de legitimar la posterior usurpación del trono por parte del hijo de Juan, Alejo I Comneno (r. 1081-1118).
Juan no es mencionado en las fuentes durante el reinado de Constantino X, tal vez indicando, según Konstantinos Varzos, que había caído en desgracia a ojos del emperador, a pesar de la afirmación de Brienio de que tanto él como su hermano permanecieron muy honrados por el nuevo emperador. El typikon de finales del siglo XII del Monasterio de Cristo Philanthropos, fundado por la esposa de Alejo I, Irene Ducaina, es la única fuente que registra que Juan Conmeno se retiró a un monasterio, probablemente al mismo tiempo que su esposa, Ana Dalasena. Murió como monje el 12 de julio de 1067.

## Familia

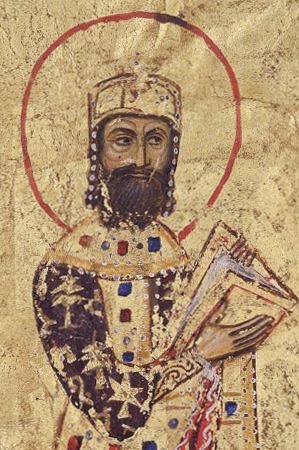
Manuscrito ilustrado de Alejo I Comneno (r. 1081-1118).

Juan Conmeno se casó con Ana Dalasena, hija de Alejo Caronte, probablemente en 1044. Ana nació aproximadamente en el 1028, vivió mucho más que su marido, y después de su muerte, dirigió a la familia como matriarca indiscutible. Estuvo involucrada en una serie de conspiraciones contra la familia Ducas, a quien nunca perdonó por tomar el trono en 1059. Más tarde también jugó un importante papel en el exitoso derrocamiento de Nicéforo III (r . 1078-1081) y en el ascenso de su hijo Alejo al trono. Después de eso, y durante unos quince años, se desempeñó como cogobernante del imperio junto a su hijo. Finalmente, se retiró a un monasterio, donde murió en el 1100 o 1102.
Con Ana, Juan tuvo ocho hijos, cinco niños y tres niñas:
- Manuel Conmeno (c. 1045-1071), curopalate y protostrator, se casó con una parienta de Romano IV Diógenes (r. 1068-1071).[16]
- María Conmeno (c. 1047-después de 1094), casada con el panhypersebastos Miguel Taronita.[17]
- Isaac Conmeno (c. 1050-1102/4), sebastocrátor, casado con Irene, hija del gobernante de Alania.[18]
- Eudocia Conmeno (c. 1052-antes del 1136), casada con Nicéforo Meliseno.[19]
- Teodora Conmeno (c. 1054-antes del 1136), casada con el curopalate Constantino Diógenses, hijo de Romano IV.[20]
- Alejo I Comneno (1057-1118), el futuro emperador, casado con Irene Ducaina.[21]
- Adriano Comneno (c. 1060-1105), protosebasto, casado con Zoe Ducaina.[22]
- Nicéforo Conmeno, sebasto y drungario de la flota.[23]